# Linia kolejowa nr 675
Linia kolejowa 675 – jednotorowa, zelektryfikowana linia kolejowa znaczenia miejscowego łącząca posterunek odgałęźny Szobiszowice i stację techniczną Gliwice Port.
Linia w całości została zaklasyfikowana do kompleksowej i bazowej towarowej sieci transportowej TEN-T.